# Попов, Пётр Михайлович
Пётр Михайлович Попов (1862 или 1863, Саратовская губерния — декабрь 1920) — ординарный профессор (1894), директор факультетской терапевтической клиники Московского университета (1899—1913, 1920).

## Биография
Из дворян. Окончил медицинский факультет Московского университета (1886). Определён ординатором (1888), в 1890 — ассистентом факультетской терапевтической клиники.
В 1892 защитил диссертацию на степень доктора наук «Катар желудка», после чего отправлен в заграничную командировку. В 1894 получил звание почётного лейб-медика. В том же году утверждён сверхштатным экстраординарным профессором Московского университета, заведовал амбулаторией. В 1896 назначен директором факультетской терапевтической клиники вместо Г. А. Захарьина, вынужденного прекратить преподавание из-за конфликта со студентами. Однако как человек, близкий Захарьину, Попов также не пользовался уважением студентов, подвергался бойкотированию. В 1899 перешёл в Екатерининскую больницу, где была создана параллельная госпитальная терапевтическая клиника, директором которой он был до 1913. В 1920 избран профессором и назначен директором госпитальной терапевтической клиники на Девичьем поле. Здесь Попов с большим успехом прочитал четыре лекции, после чего заболел и вскоре умер.

«В Ново-Екатерининской больнице преподает внутренние болезни профессор Петр Михайлович Попов — он хромой гигант, важный барин с красивой головой, бывший лейб-медик царя, ученик Захарьина. Его лекции мы слушаем как-то даже торжественно, хотя ничего, кажется, особенного в них нет, говорит Попов просто и неторопливо, без лишних слов. (…) Его вступительная лекция (в той самой аудитории, в которой я все эти годы читаю) запомнилась всеми. Он говорил, что имел в жизни три страсти: лошади, женщины и медицина. К сожалению, вскоре Попов заболел, думали, плеврит. П. М. Попов в свое время учился вместе на одном курсе с моим отцом, и когда узнал о смерти отца, сказал (как мы все в подобных случаях говорим): „Скоро, чего доброго, и мой черед“. Так и вышло. Плеврит оказался кровянистым. Я навестил больного дома, он задыхался „точно Левиафан, выброшенный на берег“. „Я поставил сам себе диагноз: рак легкого“, — сказал он. Мы хоронили его с особой теплотой», — вспоминал его послереволюционный студент А. Л. Мясников.

Кроме диссертации, Попов напечатал:
- «Das Koch’sche Heilmittel nach Versuchen an Thieren» («Berlin. Klin. Wochenschr.», 1891, № 35),
- «Бактериальное население катарального желудка» («Медицина», 1892),
- «Кариоконез в желудочных железах» (ib., 1892, авг.),
- «Ueber subc utane Injectionen der Fowler’schen Arseniklösung» («Berl. Klin. Woch.», 1894),
- «Ueber die Einwirkung von eiweissverdauenden Fermenten auf die Nucleinstoffe» («Zeitschrift fü r Physiol. Chemie», т. XVIII, 1894),
- «Ueber Magenkatarrh» («Zeitschrift fur Klin. Medicin» 1896)
- и др.